# شلبی (ایندیانا)
شلبی (به انگلیسی: Shelby) یک منطقهٔ مسکونی در ایالات متحده آمریکا است که در شهرستان لیک، ایندیانا واقع شده‌است. شلبی ۵۳۹ نفر جمعیت دارد و ۱۹۵٫۰۷ متر بالاتر از سطح دریا واقع شده‌است.